# Niekłań (Stąporków)
Niekłań – dzielnica w centralnej części miasta Stąporkowa w woj. świętokrzyskim, w powiecie koneckim. Rozpościera się wzdłuż placu Wolności.